# お楽しみ箱〜真っ赤に染まれ〜
『お楽しみ箱〜真っ赤に染まれ〜』は、2016年6月1日に発表されたザ・ヒーナキャットのオリジナルアルバムである。

## 解説
過去にライブ等で演奏されていた4曲に加え、新曲７曲を収録した「ザ・ヒーナキャット」初のフルアルバムである。ジャケットの発売日は2016年 5月25日となっているが、この日にはライブ会場限定で販売され、正式リリース日は2016年6月1日となった。

## 収録曲
1. ヒーナ行進曲 （3:56）
  - 作詞：ザ・ヒーナキャット / 作曲：ひーちゃん
2. ちょこちょこっとちょこちょーだい （2:56）
  - 作詞・作曲：ひーちゃん

本アルバム発表と同時に発表されたこの曲のPVは、フランステレビ局「No life TV」のJ-POP　PV部門で2週にわたり1位を記録[3]。
3. ラッタッタ （3:04)
  - 作詞：ひな / 作曲：ひーちゃん
4. ヒトカゲ （3:20)
  - 作詞：ひな / 作曲：ひーちゃん
5. ツヨガリーナ （3:25)
  - 作詞・作曲：ひーちゃん
6. 3センチ （3:47)
  - 作詞：ザ・ヒーナキャット / 作曲：ひーちゃん
7. 片思いのエンキョリレンアイ （3:43)
  - 作詞：ザ・ヒーナキャット / 作曲：ひーちゃん
8. 329 （3:26)
  - 作詞：ひな / 作曲：ひーちゃん
9. つくしんぼ （2:38)
  - 作詞・作曲：ひーちゃん
10. すごろく （3:30)
  - 作詞・作曲：ひーちゃん
11. まちぶせ （4:27)
  - 作詞：ひな / 作曲：ひーちゃん

## 演奏者
- なかじー - Drums
- イノチン - Drums
- ひな - Bass　Chorus
- ひーちゃん - Vocal　Keybord　 Guitar